# Sufragio femenino en Suiza
El sufragio femenino en Suiza se introduce a nivel federal después de la votación del 7 de febrero de 1971 y a nivel cantonal entre 1959 y 1990. 

## Cronología
La constitución de 1848, que es el origen de la Suiza moderna, proclama la igualdad legal de todos los seres humanos (en alemán Menschen ) pero no incluye explícitamente a las mujeres en esta igualdad. Las leyes que siguen a esta constitución colocan firmemente a las mujeres en una posición de inferioridad legal. 
De 1860 a 1874, los primeros movimientos feministas se organizaron y durante los debates que precedieron a la primera revisión constitucional de 1874, los derechos políticos de las mujeres fueron objeto de importante discusión. A pesar de todo, la nueva constitución no implicó ninguna mejora en esta dirección. En 1886, una primera petición fue presentada a la Asamblea Federal por un grupo de mujeres dirigidas por Marie Goegg-Pouchoulin. La atención atraída por esta iniciativa conduce al primer artículo sobre las demandas de las mujeres en un periódico importante, Ketzerische Neujahrsgedanken einer Frau de Meta von Salis publicado en 1887 por el Zurich Post. El mismo año, Émilie Kempin-Spyri reclamó ante el Tribunal Federal su derecho a convertirse en abogada, pero su petición fue rechazada.
En 1894, von Salis organizó reuniones en las principales ciudades suizas sobre el tema del sufragio femenino. Sus conferencias no tuvieron éxito y a menudo se enfrentó a numerosas manifestaciones de hostilidad. Dos años después, en 1896, se celebró en Ginebra el primer Congreso suizo para los intereses de las mujeres. Muchos participantes masculinos pidieron una alianza entre hombres y mujeres y, al mismo tiempo, la moderación de las demandas. La importancia de estas demandas en el debate público condujo a la creación de la primera comisión parlamentaria sobre el tema de la mujer. 
En 1909 se fundó la Asociación Suiza para el Sufragio Femenino (ASSF), que en 1971 se convirtió en la Asociación por los Derechos de la Mujer (ADF). En 1912, el Partido Socialista Suizo  votó a favor de otorgar a las mujeres el derecho al voto; fue el primer partido político en hacerlo. La reivindicación fue asumida por el comité de Olten en 1918. 
En 1928 y en 1958 se realizó una gran exposición sobre el trabajo femenino, la SAFFA. Aunque no tenía como objetivo declarado defender el derecho al voto, la exposición contribuyó a ello, según Elisabeth Pletscher, que luchó unos años más tarde para obtener el derecho al voto para las mujeres en el cantón de Appenzell.
A nivel cantonal, no fue hasta 1959 cuando los primeros cantones (Vaud, Neuchâtel y luego Ginebra) introdujeron el sufragio femenino; se necesitaron 13 años más para que este derecho se generalizara a todos los cantones, con la excepción de los dos cantones de Appenzell. En un juicio del 27 de noviembre de 1990 en el caso   de Theresa Rohner y otros contra Appenzell Innerrhoden, el Tribunal Federal consideró inconstitucional el sufragio exclusivamente para hombres practicado en el cantón Appenzell Innerrhoden; el principio de igualdad entre mujeres y hombres garantizado por la Constitución Federal, de hecho, requería que la Constitución de Appenzell se interpretase de tal manera que el sufragio femenino también fuera posible. Los votantes de este cantón, que en 1959 y 1971 habían rechazado el sufragio femenino a nivel federal por una gran mayoría - 95,1 % (105 si y 2050 no) y 71 % (574 si y 1411 no) respectivamente, habían confirmado el rechazo al voto de las mujeres una tercera vez el 28 de abril de 1990 a nivel cantonal.
A nivel federal, el sufragio femenino se introduce después de ser aceptado en votación el 7 de febrero de 1971 con un 65,7%  de votantes, es decir, en una proporción exactamente opuesta a la observada durante la votación del 11 de febrero de 1959 (rechazado por 2 a 1).
El primer voto federal en el que las mujeres pudieron participar fue en las elecciones federales suizas de 1971, que tuvieron lugar el 31 de octubre. 

### Introducción del sufragio femenino a nivel cantonal
| Fecha | Municipio                                                                  |
| --- | -------------------------------------------------------------------------- |
| 1 de febrero de 1959 | Vaud (rechazo a nivel federal)                                             |
| 27 de septiembre de 1959 | Neuchatel                                                                  |
| 6 de marzo de 1960 | Ginebra                                                                    |
| 26 de junio de 1966 | Basilea-Ciudad                                                             |
| 23 de junio de 1968 | Basilea-País                                                               |
| 19 de octubre de 1969 | Ticino                                                                     |
| 12 de abril de 1970 | Valais                                                                     |
| 25 de octubre de 1970 | Lucerna                                                                    |
| 15 de noviembre de 1970 | Zúrich                                                                     |
| 7 de febrero de 1971 | Aargau, Friburgo, Schaffhausen y Zug (al mismo tiempo que a nivel federal) |
| 2 de mayo de 1971 | Glarus                                                                     |
| 6 de junio de 1971 | Solothurn                                                                  |
| 12 de diciembre de 1971 | Berna, Thurgau                                                             |
| 23 de enero de 1972 | St. Gallen                                                                 |
| 30 de enero de 1972 | Uri                                                                        |
| 5 de marzo de 1972 | Schwyz y Graubünden                                                        |
| 30 de abril de 1972 | Nidwalden                                                                  |
| 24 de septiembre de 1972 | Obwalden                                                                   |
| 30 de abril de 1989 | Appenzell Ausserrhoden                                                     |
| 27 de noviembre de 1990 | Appenzell Innerrhoden (por decisión del Tribunal Federal)                  |
| El cantón del Jura, creado por división del cantón de Berna el 20 de marzo de 1977 siempre ha conocido el sufragio femenino. |                                                                            |

## Representación de mujeres en las instancias políticas
El voto popular del 7 de febrero de 1971 también establece la elegibilidad de las mujeres en las elecciones nacionales. El número de mujeres en el Consejo Nacional de Suiza aumentó de 10 a 52 de 200 escaños de 1971 a 2003, y de 1 a 11 de 46 en el Consejo de los Estados durante el mismo período. En junio de 2005, había 53 mujeres en el Consejo Nacional (después de los reemplazos). Tras las elecciones federales del 18 de octubre de 2015, 64 mujeres se sientan en el Consejo Nacional  (32 %  de los escaños) y 7 en el Consejo de Estados (15,2 % de los escaños). 

### Las primeras mujeres elegidas al Parlamento en 1971

Elisabeth Blunschy
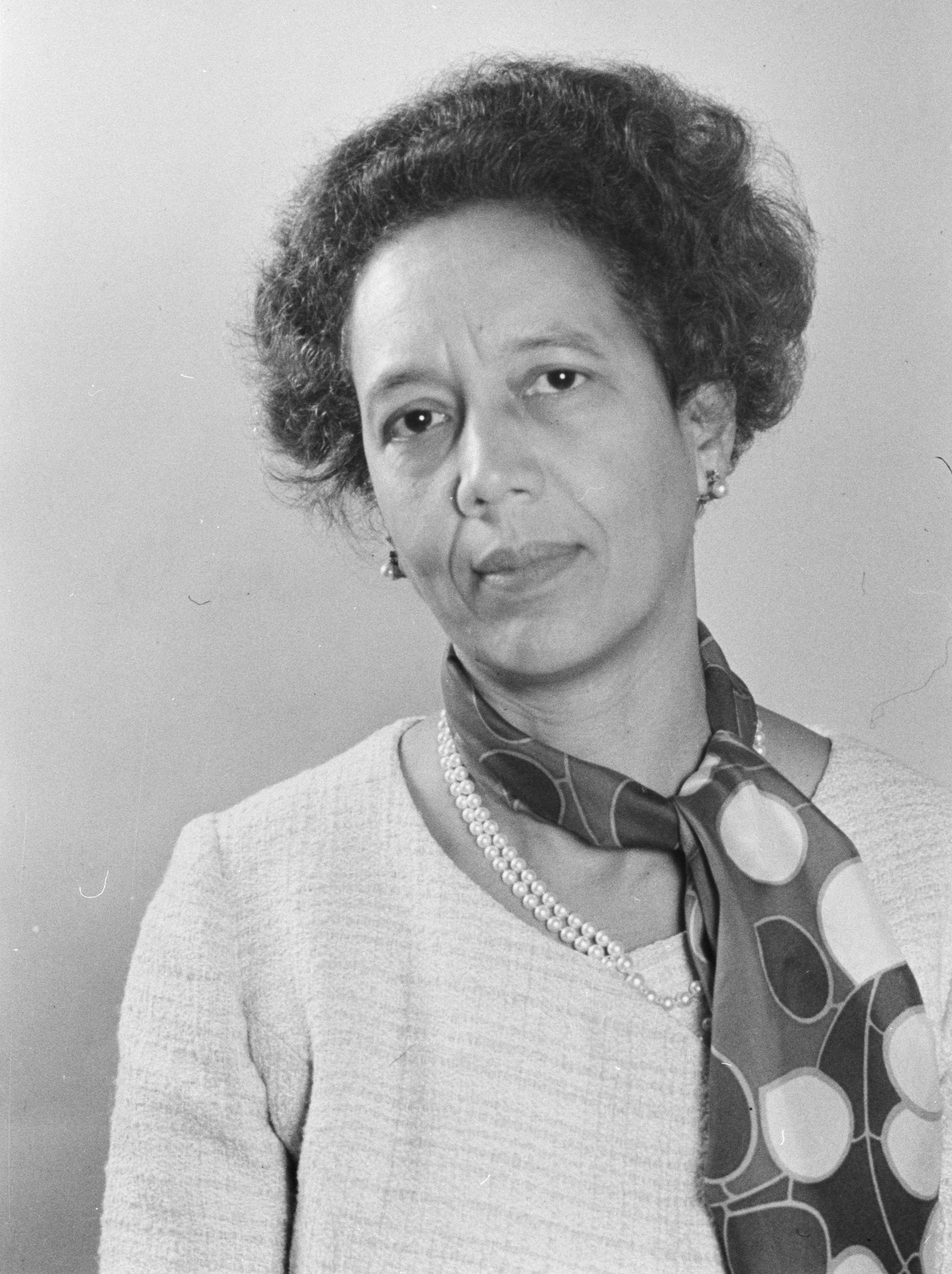
Tilo Frey
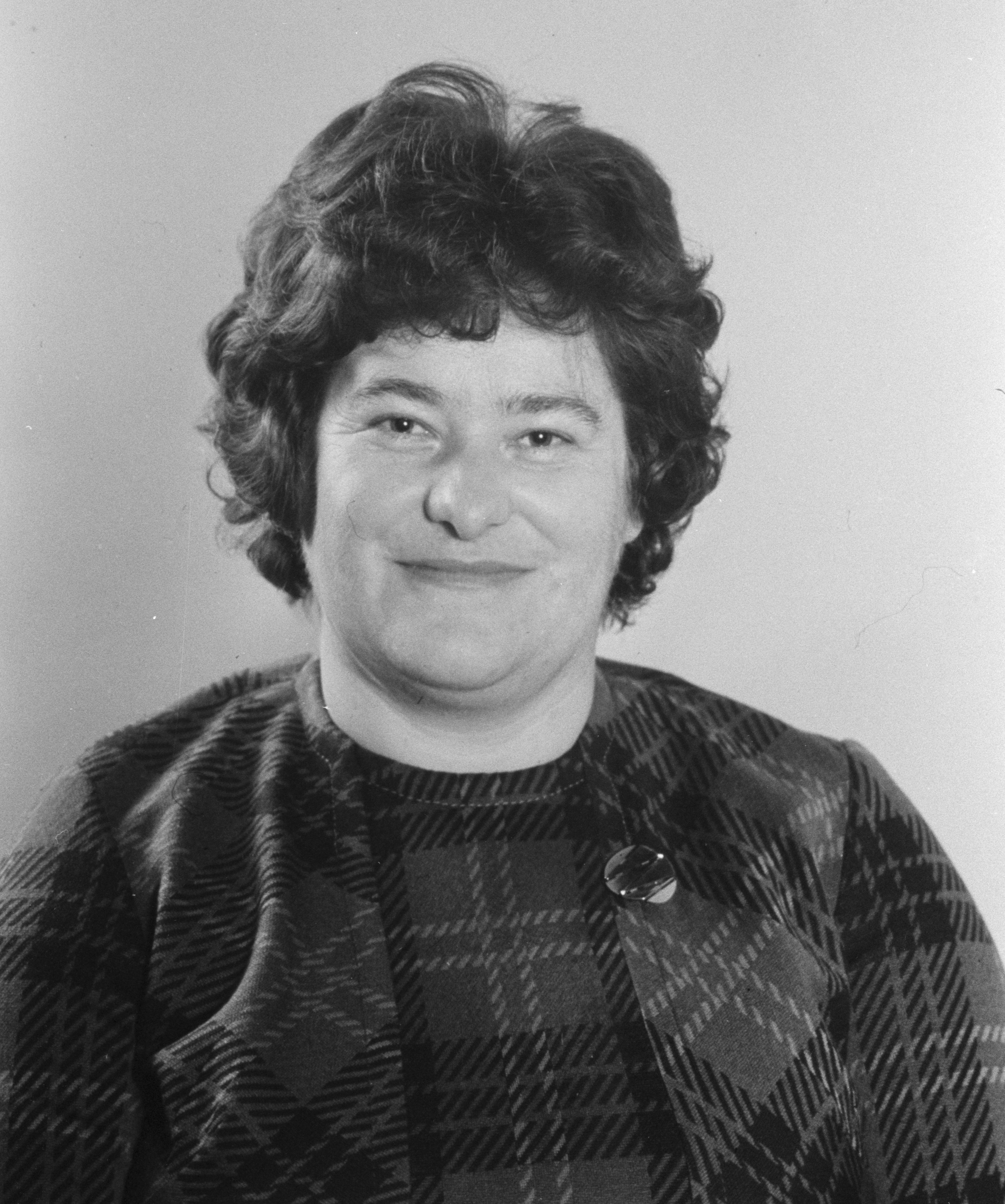
Hedi Lang
Josi Meier
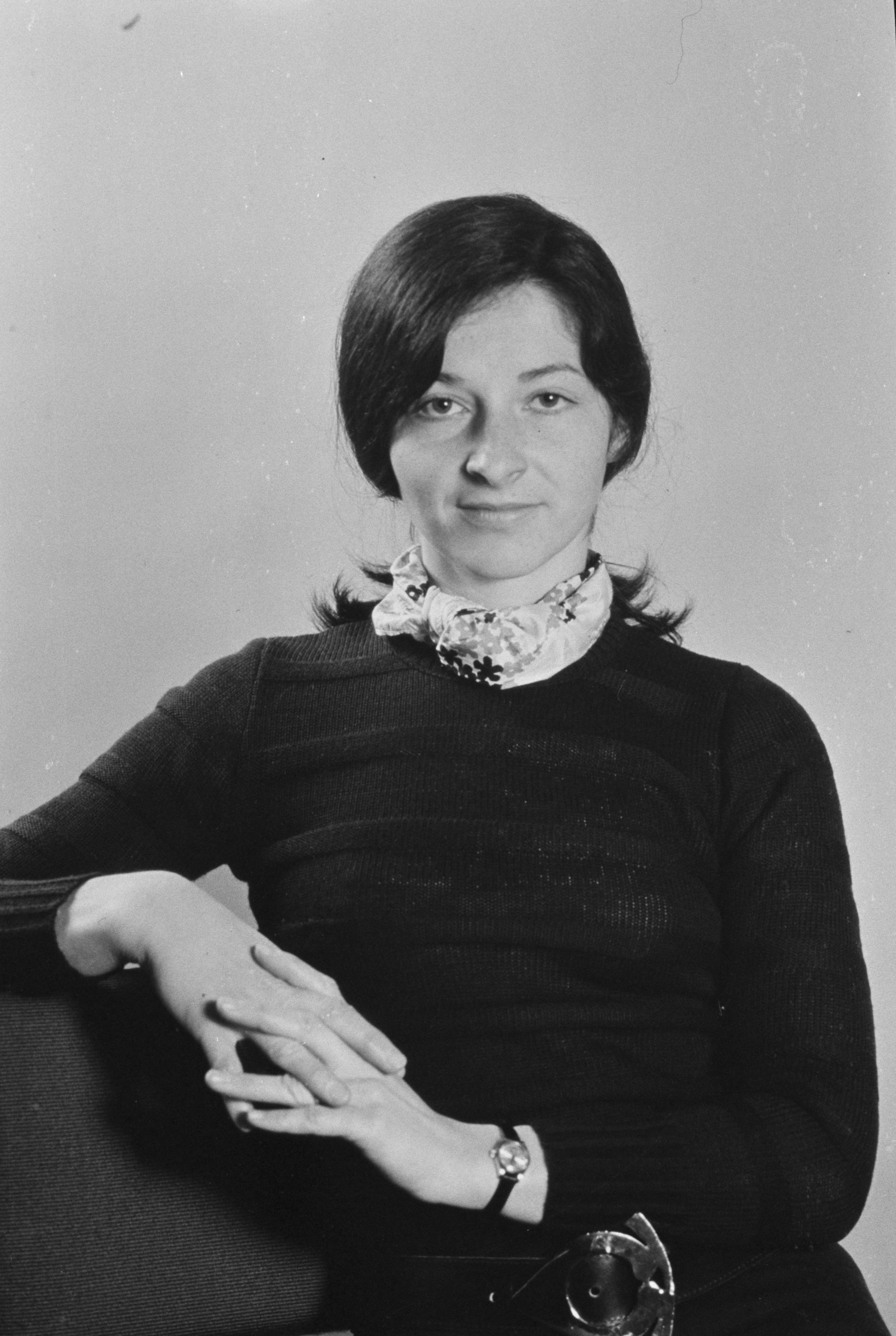
Gabrielle Nanchen
Martha Ribi
Hanna Sahlfeld
Liselotte Spreng
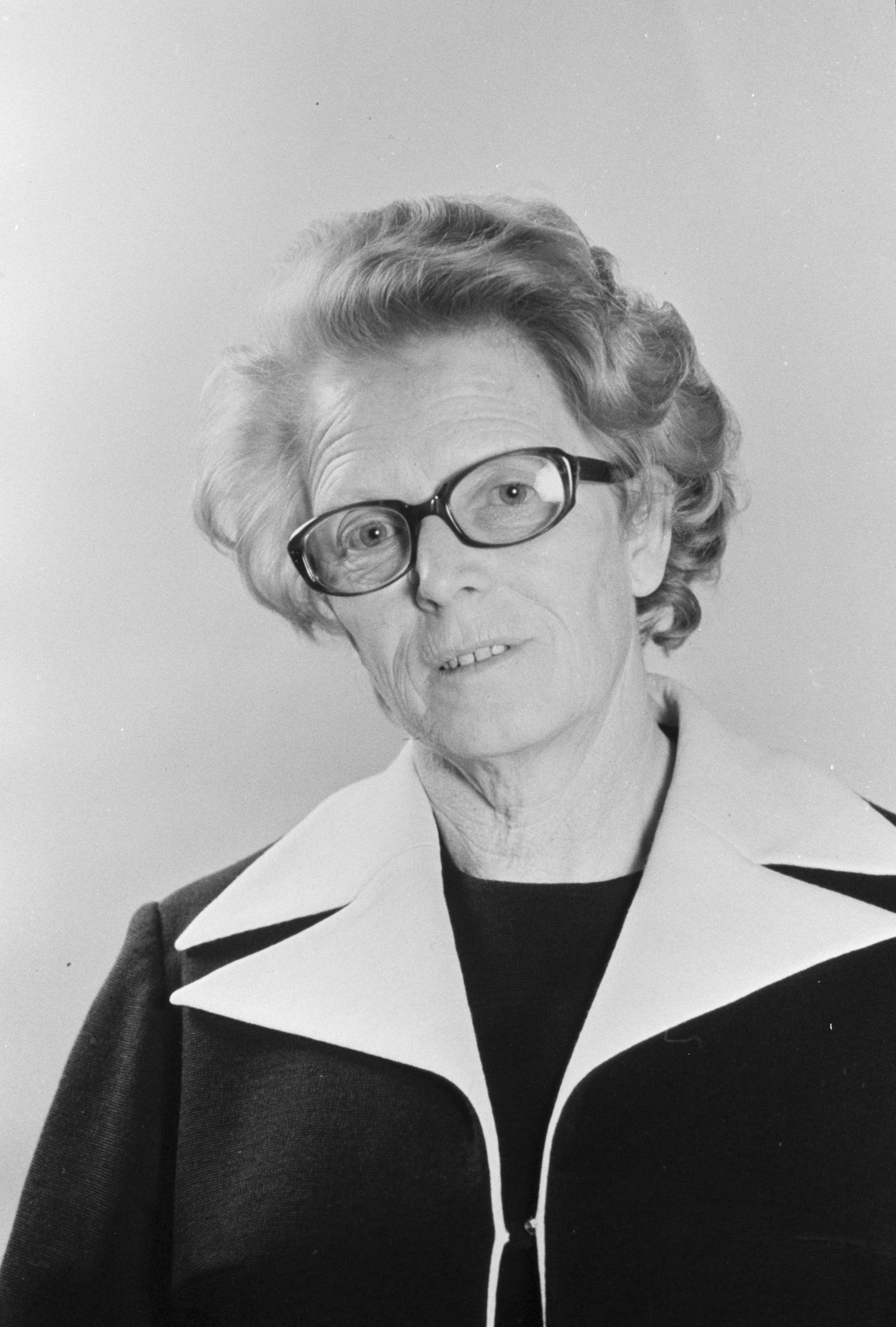
Hanny Thalmann
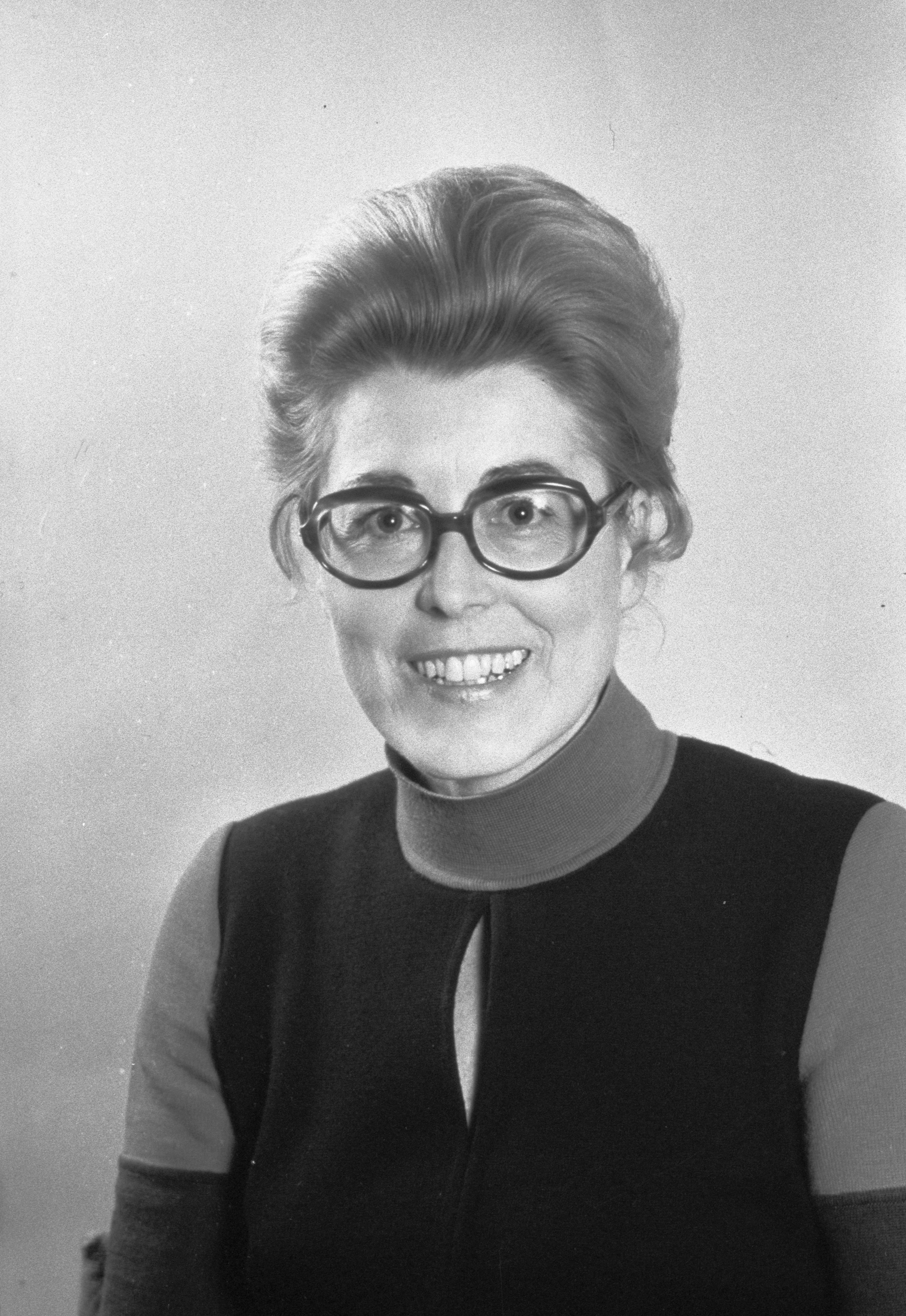
Lilian Uchtenhagen
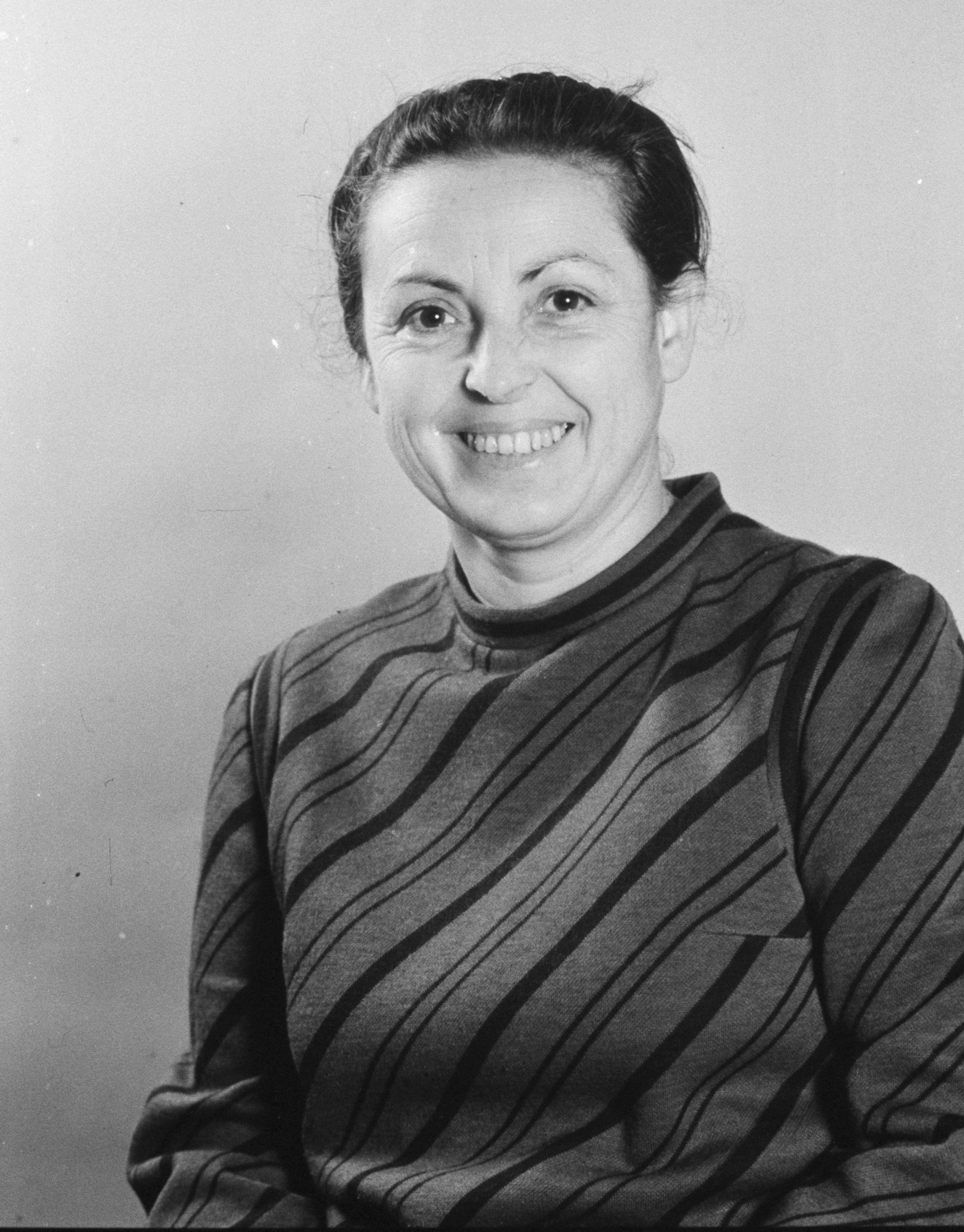
Nelly Wicky
Lise Girardin

De los siete miembros del Consejo Federal, hubo una mujer de 1984 a 1989 (Elisabeth Kopp) y luego de 1993 a 1999 (Ruth Dreifuss). Este número pasó a dos entre 1999 y 2003 (Ruth Dreifuss y Ruth Metzler-Arnold) y luego pasó a uno (Micheline Calmy-Rey) con la no reelección de Ruth Metzler-Arnold. Tras la elección de Doris Leuthard en 2006, nuevamente fueron dos, luego tres desde el 1 de enero de 2008  con la llegada de Eveline Widmer-Schlumpf. La elección de Simonetta Sommaruga el 22 de septiembre de 2010 fue simbólica porque, por primera vez, el gobierno, compuesto por cuatro mujeres y tres hombres, era mayoritariamente femenino: la Confederación se convirtió en uno de los pocos países (Finlandia, Noruega, España y Cabo Verde) durante un año con una mayoría de mujeres en el gobierno en esa fecha. El número de mujeres que sirven en el Consejo Federal se redujo a tres en 2011, luego a dos en las elecciones del 9 de diciembre de 2015. Remontó a tres en las elecciones del 5 de diciembre de 2018.